# Huating (sockenhuvudort i Kina, Jiangxi Sheng, lat 28,43, long 117,44)
Huating (kinesiska: 花亭) är en sockenhuvudort i Kina. Den ligger i provinsen Jiangxi, i den sydöstra delen av landet, omkring 150 kilometer öster om provinshuvudstaden Nanchang. Antalet invånare är 9 384. Befolkningen består av 4 466 kvinnor och 4 918 män. Barn under 15 år utgör 20,0 %, vuxna 15-64 år 71 %, och äldre över 65 år 8,0 %.
Runt Huating är det ganska tätbefolkat, med 207 invånare per kvadratkilometer. Närmaste större samhälle är Nanyan, 3,9 km söder om Huating. Trakten runt Huating består till största delen av jordbruksmark.
Genomsnittlig årsnederbörd är 2 741 millimeter. Den regnigaste månaden är juni, med i genomsnitt 480 mm nederbörd, och den torraste är oktober, med 37 mm nederbörd.